# Côte de Malabar
Pour les articles homonymes, voir Malabar.
Ne pas confondre avec les districts de l'État du Kerala situés au nord de la rivière Ponnanî et appelés Malabar.
La côte de Malabar est une portion du littoral de l'Inde. Elle est située dans le sud-ouest de la péninsule indienne, entre le territoire de Goa au nord et le cap Comorin au sud,,, et forme essentiellement le rivage des États du Kerala et du Karnataka.
Ses limites septentrionales peuvent être aussi le territoire du Canara septentrional, frontalier de Goa, qui rejoint la Côte de Konkan, ou alors le territoire du Canara méridional, à la pointe nord du Kerala, qui forme avec le Canara-du-Nord la côte dite de Canara.

## Géographie
La côte est baignée par la mer des Laquedives. L'intérieur des terres est formé d'une plaine côtière allongée entre la mer et les Ghâts occidentaux. Dans le Sud du Kerala, un ensemble de lagunes, les Backwaters, s'étendent en arrière de la côte de Malabar.
La côte de Malabar, et particulièrement le versant occidental des Ghâts, qui font obstacle à la mousson, est la région la plus humide de l'Inde du Sud.

## Histoire
Les marchands phéniciens et grecs allaient y chercher la cannelle. On recueillait abondamment cette épice jusqu’à l’époque où les Hollandais en détruisirent les plantations pour donner plus de prix à la cannelle de Ceylan. Aujourd’hui la casse ou cannelle du Laurus cassia nous vient surtout de la Chine.
L'État de Cochin (depuis le VIe siècle (Perumpadappu Swarupam), puis sous domination portugaise de 1503 à 1949) fédère différents petits états féodaux, dont celui de Thrissur, de  Kodungallur.
Du temps du Raj britannique, la région était une partie de la présidence de Madras jusqu'à la formation du Kerala en 1956 par sa réunion avec la principauté de Thiru-Kochi (Travancore-Cochin).
Avant le Raj britannique, le Malabar fut sous la domination de Pandya jusqu'en 600 sous le nom de Malâkotta – ou Mâlâyâ ou Mâlâkuta – puis éclata en plusieurs principautés comme celles des Kolathiri de Kasargod, des Zamorins de Calicut ou des Valluvokonathiri de Walluvanad.

## Démographie
On trouve sur la côte de Malabar un certain nombre de villes portuaires historiques, notamment Calicut (Kozhikode), Cochin (Kochi), Mahé, Quilon (Kollam) et Cranganore (Kodungallur), la Muziris de l'Antiquité, qui ont été des centres commerciaux importants de l'océan Indien durant des siècles, fréquentés par les Phéniciens, les Romains, les Chinois, les Arabes. Du fait de leur ouverture vers la mer et le commerce maritime, les villes de la côte de Malabar sont très cosmopolites et ont accueilli très tôt des communautés chrétiennes, juives et musulmanes.